# Хуст
Хуст (угор. Huszt, нім. Chust, їд. חוסט) — місто в Закарпатській області на заході України, адміністративний центр Хустської міської громади та Хустського району. Столиця Карпатської України в 1938—1939 роках.
На околицях населеного пункту височить гора вулканічного походження, на якій, 1090 року, почалось будівництво замку-фортеці (тепер у руїнах). Замок слугував для охорони шляху до копальні солі в Солотвині. У XVI—XVII століттях за Хуст і його замок часто воювали Габсбурги і семигородські князі, на нього здійснювали напади турки і татари. 1709 року Ференц Ракоці скликав у Хусті семигородський сейм. 1766 року замок знищили удар блискавки і пожежа.
У Хусті в 19 столітті жив і похований філософ Василь Довгович. 21 січня 1919 року тут зібрався Всенародний Конгрес угорських русинів, що утворив Центральну Народну Раду і ухвалив рішення про приєднання Закарпаття до України. 10 листопада 1938 Хуст став столицею автономної Підкарпатської Русі у складі Чехословацької республіки, куди евакуювався уряд Августина Волошина з Ужгорода. 15 березня 1939 року тут зібрався Сойм Карпатської України, який проголосив незалежність Карпато-Української республіки. Хуст був свідком її національно-державного відродження та збройної боротьби між Карпатською Січчю та чеськими й угорськими військами.
Нині в Хусті працюють фетро-фільцева і взуттєва фабрики, меблевий комбінат, цегельно-черепичний завод, підприємства харчової промисловості, середні школи (1921—1945 була гімназія), лісотехнічний коледж, медична і культурно-освітні школи. У місті пройшла реконструкція парку відпочинку та центральної частини міста.

## Географія

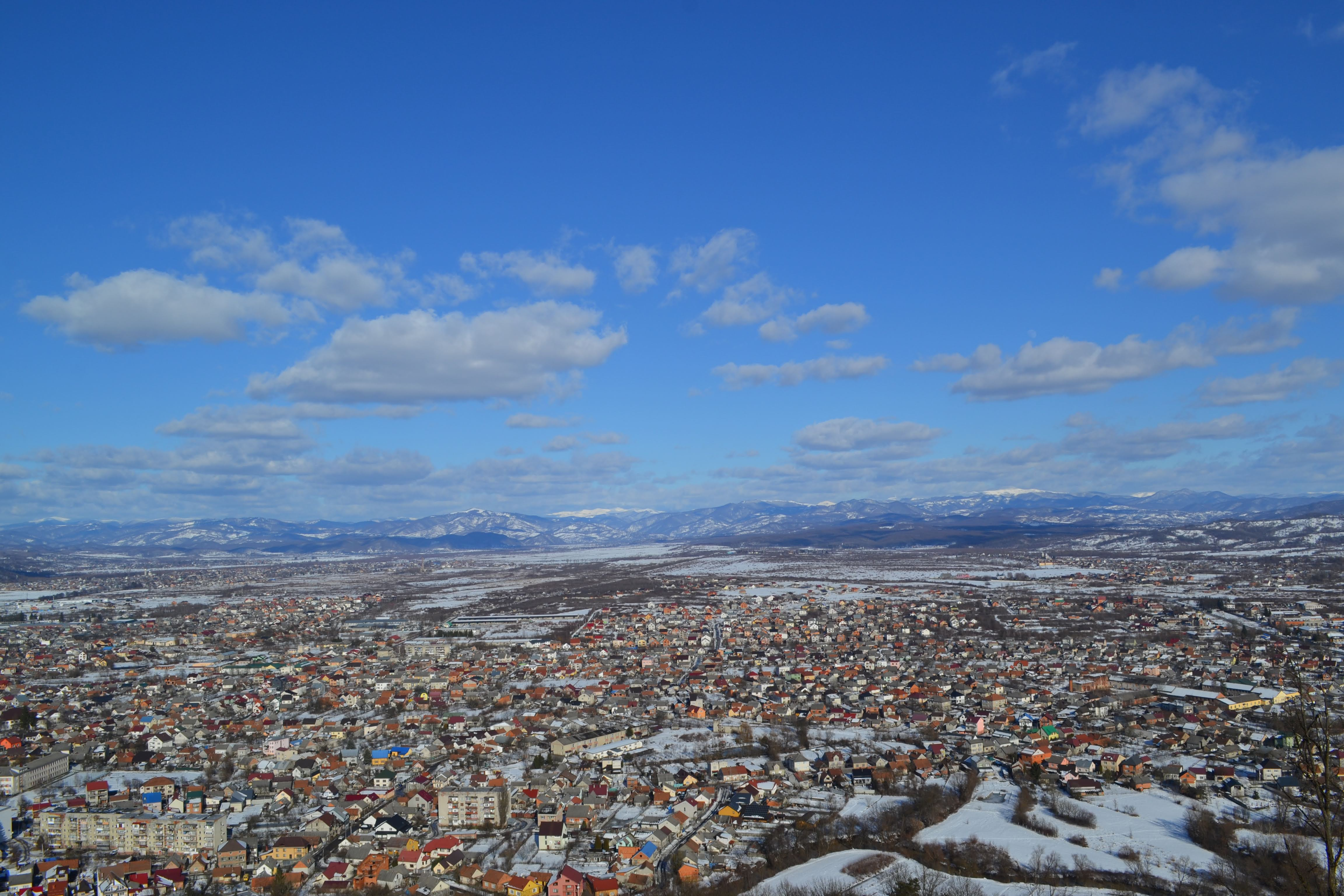
Вигляд міста з повітря

Місто розташоване в Карпатах у Верхньотисинській улоговині, на річці Хустець, недалеко від злиття річок Тиси та Ріки, за 88 км на південний схід від Ужгорода та за 9 км від румунського кордону.

## Клімат
У Хусті вологий континентальний клімат. Середньорічна температура складає +9.2 °C. Найвища середня температура у липні — +20.1 °C. Найнижча середня температура у січні, становить близько -3.2 °C.
Середньорічна норма опадів — 1078 мм. Найменша кількість опадів випадає у квітні — 74 мм, найбільша кількість опадів випадає у липень, в середньому 105 мм. Найбільше кількість дощових днів у грудні, в середньому 13.80 днів. Найменше дощових днів у серпень, в середньому 9.87 днів.
| Клімат Хусту              | Клімат Хусту | Клімат Хусту | Клімат Хусту | Клімат Хусту | Клімат Хусту | Клімат Хусту | Клімат Хусту | Клімат Хусту | Клімат Хусту | Клімат Хусту | Клімат Хусту | Клімат Хусту | Клімат Хусту |
| Показник                  | Січ.         | Лют.         | Бер.         | Квіт.        | Трав.        | Черв.        | Лип.         | Серп.        | Вер.         | Жовт.        | Лист.        | Груд.        | Рік          |
| Середній максимум, °C     | 0,6          | 2,9          | 8,9          | 15,6         | 20,9         | 23,6         | 25,4         | 25,0         | 21,0         | 15,3         | 7,7          | 2,7          | 14,1         |
| Середня температура, °C   | −2,8         | −0,6         | 4,4          | 10,2         | 15,1         | 18,0         | 19,6         | 19,2         | 15,3         | 10,1         | 4,3          | −0,1         | 9,4          |
| Середній мінімум, °C      | −6,1         | −4,1         | −0,1         | 4,9          | 9,4          | 12,5         | 13,9         | 13,4         | 9,7          | 4,9          | 1,0          | −2,8         | 4,7          |
| Норма опадів, мм          | 47           | 41           | 41           | 50           | 74           | 93           | 80           | 72           | 48           | 45           | 52           | 62           | 705          |
| ------------------------- | ------------ | ------------ | ------------ | ------------ | ------------ | ------------ | ------------ | ------------ | ------------ | ------------ | ------------ | ------------ | ------------ |
| Джерело: climate-data.org |              |              |              |              |              |              |              |              |              |              |              |              |              |

## Історія

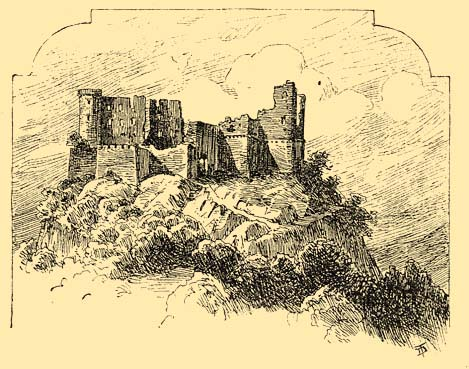
Замок, гравюра.

Територію, на місці якої виникло місто, заселили ще з найдавніших часів. Археологічні розкопки, які проводила Академія наук УРСР у 1947—1961 роках, встановили, що в І столітті тут проживали носії культури карпатських курганів.
Місто виникло і розвивалося біля підніжжя замкової гори як посад і торговий центр широкої землеробської округи і один із центрів на «соляному шляху» із солотвинських соляних шахт в Дунайську улоговину. Архівні джерела стверджують, що Хустський замок побудували для захисту східної частини Угорської держави та для приборкання переможених русинів, а будівництво розпочалося 1090 р. і закінчено за правління короля Бели III 1191 року.
Згодом у Хустському замку розташувався королівський гарнізон, який очолював комендант фортеці. 1577 р. місцевий замок був значно укріплений, збудовані окремі фортифікаційні споруди. До замку із заходу, від річки Хустця, вела серпантинна дорога. На півдорозі до фортеці, де на південній частині гори починався крутий схил, стояв сторожовий будинок, руїни якого помітні і зараз. Тут розміщувалася сторожа. З цього будинку до замку вів підземний коридор. Отож замок був з'єднаний таємним ходом зі сторожовим пунктом.
При вході у зовнішній замок були великі і важкі в'їзні ворота. Вони містилися на південному сході, куди вела серпантинна дорога. Ворота захищала могутня прямокутна вежа, що височить з правого боку. А з лівого є залишки другої вежі, яка захищала ворота і південний бік фортечної стіни. Ці споруди з'єднував вузький коридор, який служив своєрідною пасткою: у випадку проникнення туди ворога його можна було інтенсивно обстріляти.

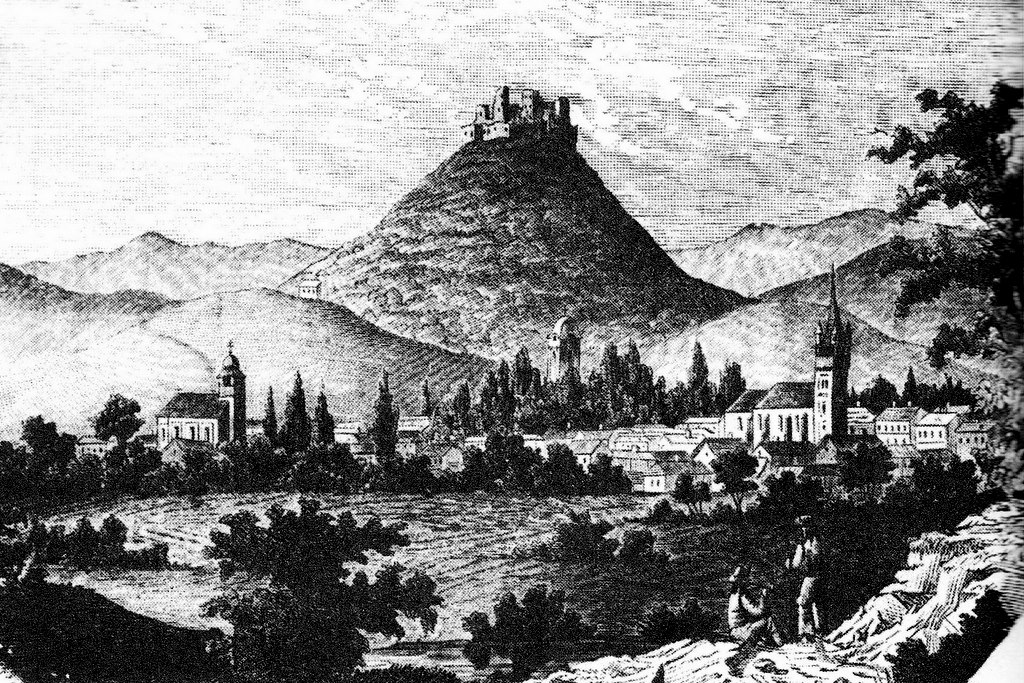
Замок, гравюра XIX ст.

Вежа над в'їзними воротами була найбільш укріпленою з південного заходу, де замкова стіна з'єднувалася з будинками внутрішнього замку. Вздовж дороги, що вела до воріт внутрішнього замку, розташовувалися надвірні жилі будинки.
Перед воротами внутрішнього замку існував глибокий рів завширшки 8,5 м, через який вів перекидний міст. Піднятий міст перекривав прохід між зовнішнім і внутрішнім замком і закривав собою в'їзні ворота у внутрішній замок. Зразу ж за воротами на південному боці були розміщені жилі та адміністративні приміщення, казарми і навіть корчма. Над воротами по обидва боки здіймалися високі кілеподібні вежі, які захищали підступ до них. В одній із них, з північного боку, розташовувався пороховий склад. Другий пороховий склад містився на північно-західному боці замку.
На стінах внутрішнього замку були обладнані майданчики для важких гармат. Тут стояла найбільша гармата, постріл з якої вранці повідомляв про прихід нового дня. Біля вежі у скелі був викопаний колодязь, глибина якого сягала 160 м. Він забезпечував гарнізон водою в період облоги. Внутрішній замок міг захищатися і після взяття ворогом зовнішнього замку. Зі східного боку внутрішній замок завершувався двома могутніми бастіонами і високою кілеподібною вежею. Північну частину внутрішнього замку охороняла квадратна сторожова вежа, звернена до верхів'я річки Ріки.
Зимові приміщення власників замку і коменданта містилися на другому поверсі внутрішнього замку, поряд із сторожовою вежею. Літні приміщення містилися на південній стороні замку. Вони мали великі вікна, через які було видно річку Тису і дорогу, що проходила під замком. Внутрішній замок був покритий дранкою. У південній частині його стояла вежа, збудована в 1554 р. за наказом австрійського імператора Фердинанда І і тому носила його ім'я. Верхня частина вежі служила арсеналом, середня — каплицею, а нижня — пороховим складом.
Підхід до замку з боку села Бороняви охороняла Бубнова вежа з просторим залом без вікон. Тут також знаходився пороховий склад. На другому поверсі був світлий зал замкової каплиці, а вище — склад із зброєю. Вежі домінували над замком і служили для оборони, якщо ворогові вдавалося проникнути всередину фортеці. В інший час вежі виконували сторожову роль. Розміщені на найвищих і найменш уразливих місцях, вони були командними пунктами замку. Під час облоги в них перебували володарі замку зі своїми сім'ями. Звідси здійснювалося керівництво боєм. Важливу роль в обороні відігравали головні ворота замку. Їх прикривали вежі і штучні та природні укріплення.
У північній частині замку, поблизу воріт, стояли цегляні будівлі з склепінням і вузькими вікнами. То були хліви і конюшні. Кухня і кілька кімнат містилися поблизу Бубнової вежі. В цій частині замку була також казарма і кузня. Перед глибоким ровом стояла замкова пекарня. Біля неї протікав струмок, завжди повний свіжої води. Круті схили Замкової гори робили неможливим штурм замку одночасно з усіх сторін. У 1594 році татарська орда хана Гази II Ґерая напала на Марамороську жупу, дуже її пограбувала, але замок взяти не змогла.

### Новий час

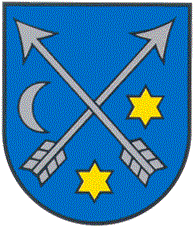
Герб Австрійського періоду

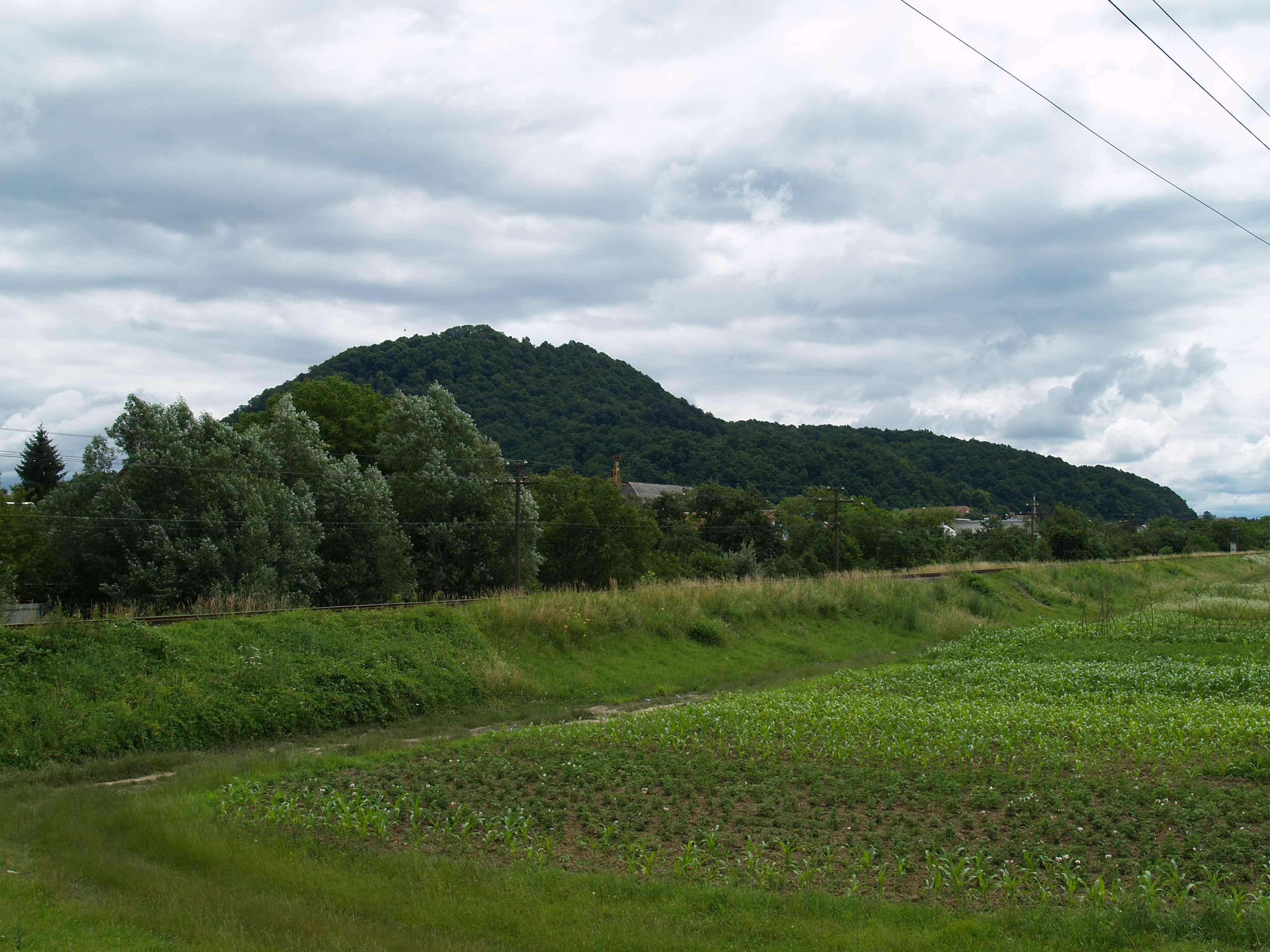
Замкова гора, вигляд з півдня

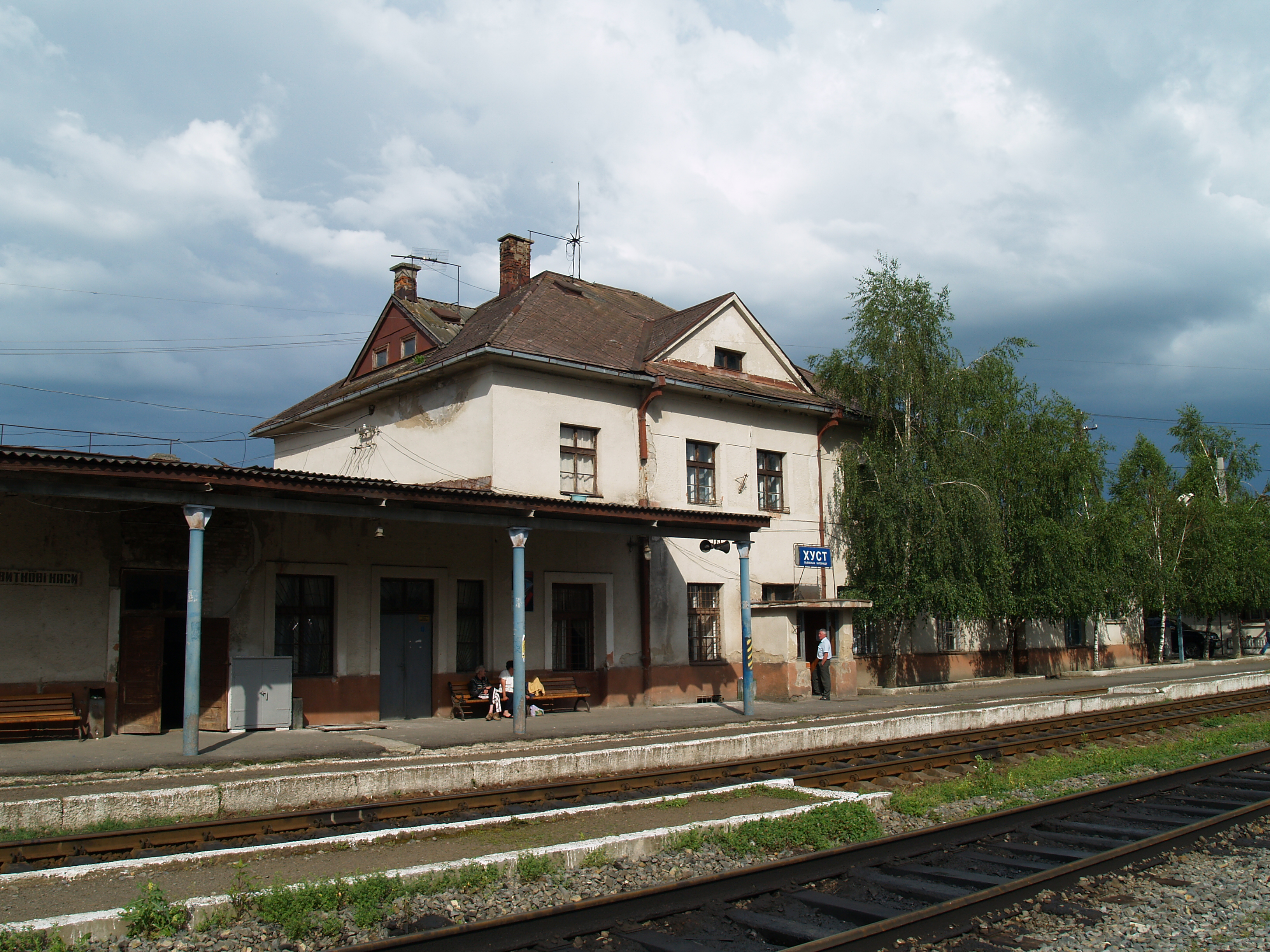
Залізничний двірець

1660 року турецьке військо вторглося в Мараморощину. Трансильванський князь Янош Кемені при підтримці австрійського імператора Леопольда І, який надіслав йому німецький гарнізон, укріпився в Хустському замку. Фортеця в той час була настільки могутньою, що турки не насмілилися брати її штурмом, а відправили для переговорів делегацію, в складі якої був відомий турецький мандрівник Евлія Челебі. Він є автором 10 томів «Книги подорожей», де розповідається і про перебування турецької армії в 1660—1666 рр. на території Угорщини, зокрема на Закарпатті. Переговори успіху не мали. Турки відступили з Хуста на захід, руйнуючи закарпатські села.
1677 року загони куруців очолив угорський політичний діяч, один з керівників боротьби за незалежність Угорщини проти австрійського гніту граф Імре Текелі. Одним з центрів руху куруців став Хустський замок. 10 жовтня 1677 біля села Королева Севлюського округу військо куруців, кероване Імре Текелі, вщент розбило австрійське військо лабанців генерала Шміда. Але 9 травня 1687 року через зраду Мараморського жупана в замок були введені австрійські війська.
З другої половини XVII століття відомий найдавніший герб Хуста: на блакитному тлі — дві перехрещені срібні стріли, супроводжувані срібним півмісяцем і двома шестикутними золотими зірками.
На початку XVIII століття на території Закарпаття активно діяли повстанські загони опришків на чолі з Григором Пинтею, Федором Бойком, Іваном Бецею та іншими. Особливо активно діяв на території Східного Закарпаття загін «народних месників» Григора Пинті. Про повстанців Пинті народ створив багато переказів і пісень, особливо про його діяльність у районі Хустського замку. У переважній більшості народних творів говориться про зруйнування Пинтею замку, в якому проживали феодали, що гнобили селян.
1717 р. на Закарпаття здійснили останній напад татари. 12-тисячна орда з величезною здобиччю і багатотисячним натовпом невільників поверталася в Крим після наскоку на Дунайську низовину. Татари не наважилися напасти на замок і, пройшовши лівим берегом Тиси, намагалися без перешкод відійти в Крим. Та гарнізон Хустського замку сам зробив сміливу вилазку і біля села Вишкова завдав татарам поразки.
У битві брало участь все чоловіче населення Вишкова, а жінки і діти в цей час рятувалися в приміщенні церкви. Татари перебили там близько 300 жінок і дітей. Однак за це вороги жорстоко поплатилися. В урочищі Стримтура народне ополчення завдало їм жорстокого удару. В битві загинуло понад 6 тисяч татар, було звільнено понад 7 тисяч невільників, серед яких багато дітей. Переможцям дісталась і велика здобич, в тому числі близько 8 тисяч татарських коней. Це був останній бойовий виступ гарнізону Хустського замку. На той час замок вже занепадав, хоч і вважався ще недоступною твердинею.
3 липня 1766 року о 6-й годині вечора над Хустом пронеслася сильна гроза, і блискавка в трьох місцях вдарила в замок. Після перших ударів громовиці загорівся дах. Мешканці боялися, аби вогонь не проник до порохової башти. Втім, друга блискавка вдарила саме в порохову башту, і вибух страшенної сили потряс землю. Камінням перекрило єдиний вихід із замку. Багато людей загинуло від вибуху та у вогні. Всі будинки були зруйновані або згоріли. Згодом розпочали ремонтні роботи, але заново відбудувати колись неприступний замок було вже неможливо, і він поступово почав занепадати.
Руїни стали джерелом дешевого будівельного матеріалу. У 1799 було розібрано східну частину замку для спорудження католицького костелу та різних державних будівель. Цікаво, що пам'ять про руйнування замку 1766 було увічнено в новішому гербі Хуста, чинному у XIX — на початку XX століття: на червоному тлі на зеленій горі руїни срібного замку з трьома вежами й трьома бійницями. У XIX столітті Хуст перетворився на торгове містечко, як центр Хустського повіту Марамороського комітату.

### XX століття
Після розвалу Австро-Угорської монархії з ініціативи українських сил (зокрема братів Юлія та Михайла Бращайків) 21 січня 1919 року в Хусті відбувся Всенародний закарпатський конгрес, на якому 420 делегатів з 175 населених пунктів Закарпаття прийняли історичне рішення: «До України!». Та в силу історичних обставин весь край було прилучено до Чехословаччини.
Входження краю до складу чехословацької держави сприятливо вплинуло на загальний економічний, господарський та культурний стан Закарпаття, зріс рівень промисловості. Заходи уряду країни перетворили економіку з аграрної в аграрно-індустріальну, покращився життєвий рівень населення, стрімко розвивалися міста. Зміни не оминули і Хуста: впродовж 1920-1930-х років його населення зросло вдвічі. Якщо в 1910 році в населеному пункті проживало близько 10 тис. осіб, то у 1930 — 17883, а на початок 1937 року Хуст нараховував вже близько 20 тисяч мешканців. Статистичні дані за 1930 рік зазначають, що українці становили 52,4 % населення, іншими великими національними групами були чехи, словаки, євреї та угорці.
На той час місто складалося з невеликих кварталів малоповерхової садибної забудови, тому першочерговим завданням стало зведення сучасного житла: адміністративних будівель, медичних й освітніх закладів, громадських установ, а також приміщень для торгівлі, складів. У 1923 році був оголошений публічний архітектурний конкурс, переможцем якого став празький архітектор Їндржих Фрейвальд (Jindřich Freiwald). Вигравши тендер, його фірма «Фрейвальд і Бем» взялась за працю. За короткий період було збудовано окружний дім, окружну лікарню, гімназію, ювілейну чеську школу, крайовий суд та навіть казино для офіцерів.
Яскравим прикладом модернізації міста стало будівництво житлового кварталу (колонії) для службовців місцевої адміністрації, що став відомий як «Масарикова колонія» (від імені тогочасного президента Чехословаччини) або «чеське містечко». З ініціативою спорудження будинків виступило Міністерство громадських робіт Чехословаччини. Розроблений проект передбачав побудову 16 будинків, частина з яких — двоповерхові вілли, решта — були блокованими. Біля кожного будинку знаходився невеликий сад, який відділявся від сусідніх виконаною з бетону та дерева огорожею. Зодчі використовували в будівельному процесі традиційні місцеві матеріали — дерево, камінь, піщано-гравійну суміш і керамічне покриття. Стилістичний результат відобразив поєднання модернізованих елементів та мотивів національної архітектури, слугуючи своєрідним маркером чеської присутності в регіоні.

### Карпатська Україна
За рішенням Першого Віденського арбітражу (1938) рівнинна частина Закарпаття з найбільшими містами Ужгородом і Мукачевим чехословацька влада передала Угорщині, автономний уряд Підкарпатської Русі з іншими адміністративними структурами був змушений 10 листопада 1938 року покинути Ужгород і обрати своєю столицею третій за величиною центр — Хуст.

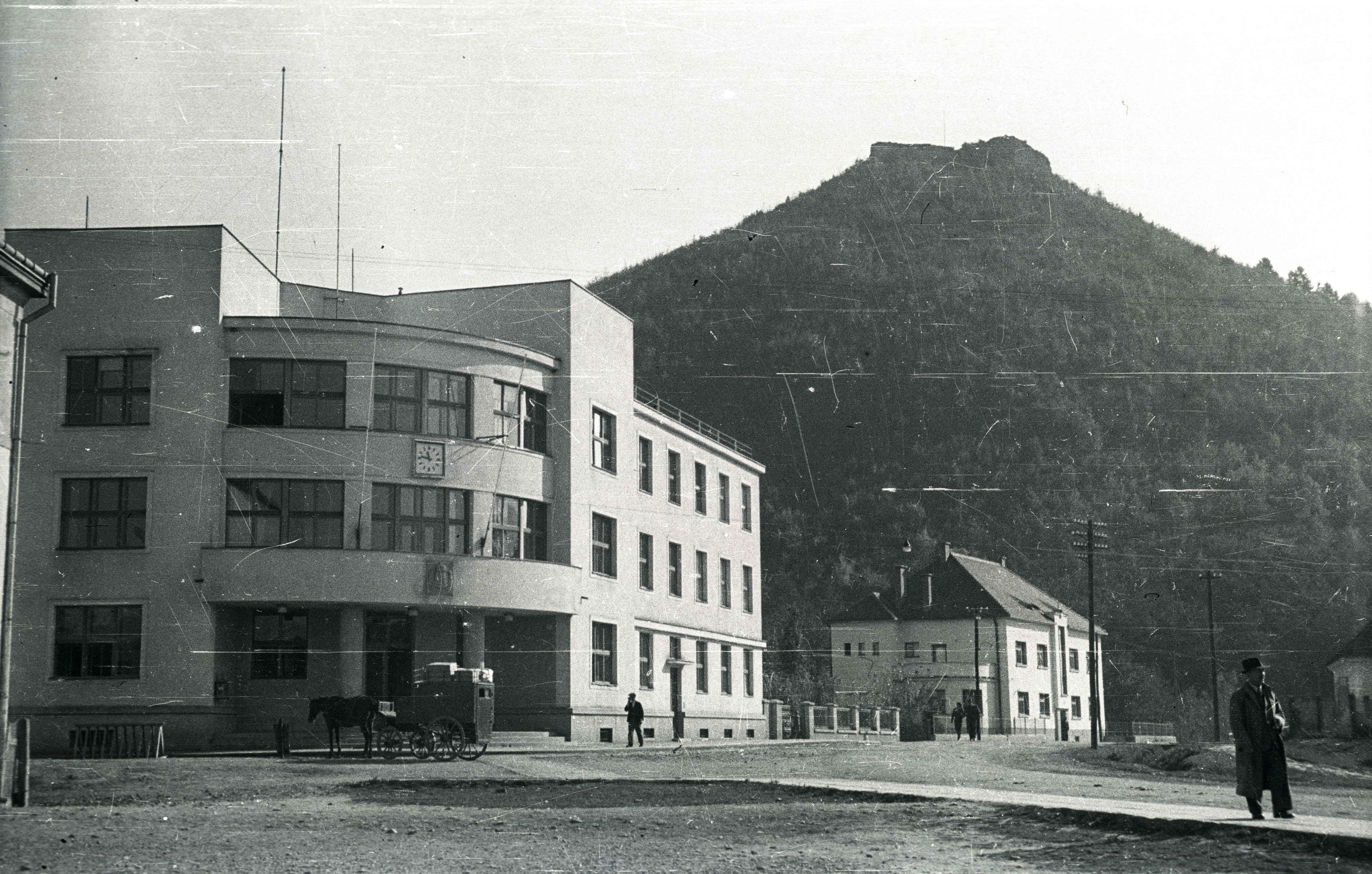
Будівля Уряду Карпатської України.

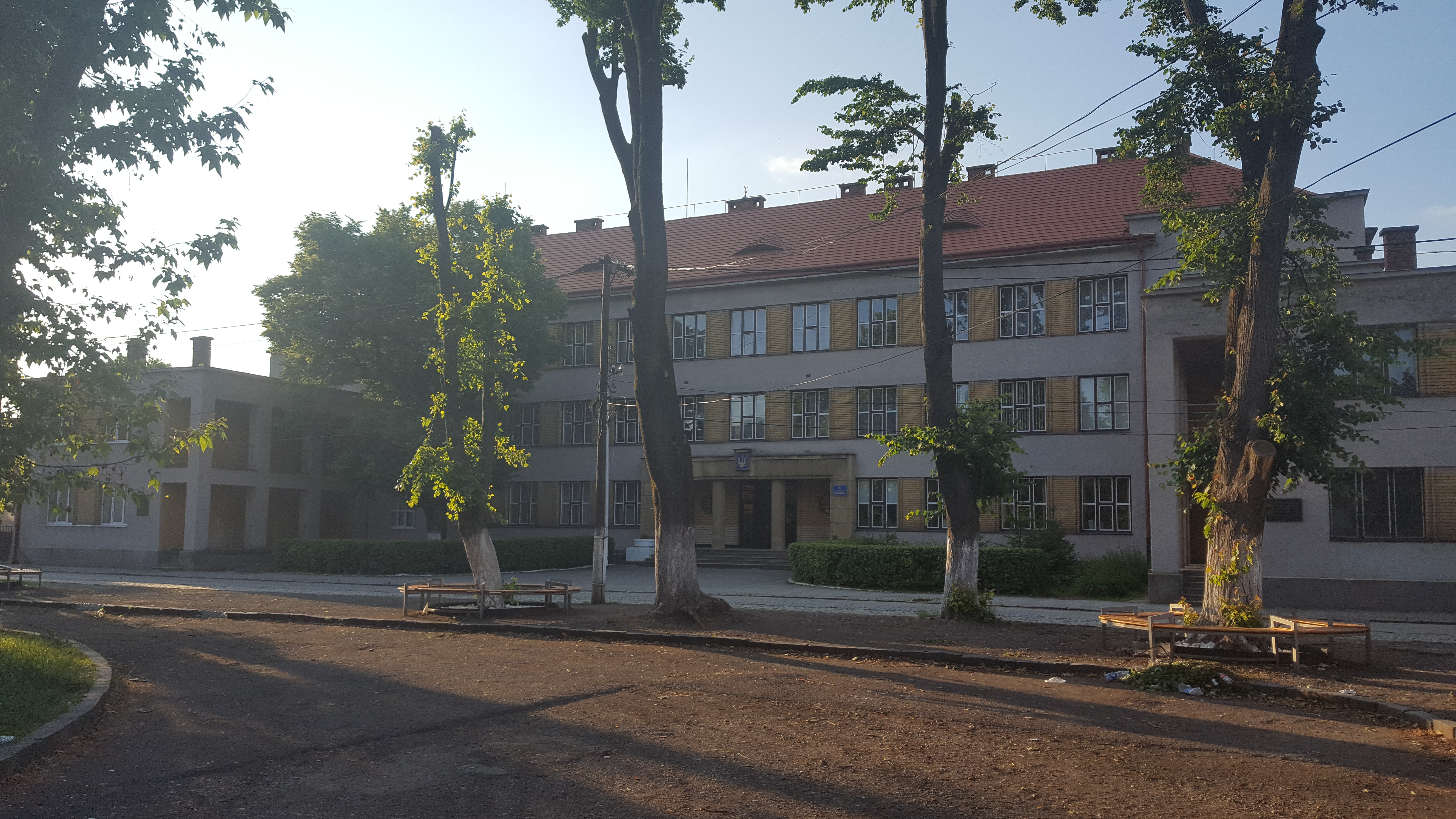
Хустська школа № 1 ім. Авґустина Волошина

Уряд Карпатської України розмістився у теперішній будівлі Хустської міської ради.
14 березня 1939 року отець-прелат Августин Волошин проголосив незалежність Карпатської України. Сойм Карпатської України 15 березня 1939 року зібрався на сесію, яка відбулась у спортивному залі Хустської гімназії (нині Хустська школа № 1 ім. Авґустина Волошина).
На сесії парламент затвердив проголошення державного суверенітету Карпатської України, доконане 14 березня 1939 прем'єром о. А. Волошиним, ухвалив конституційний закон, обрав президента держави та затвердив новий уряд (прем'єр Юліан Ревай). Головою СКУ депутати обрали Августина Штефана, заступниками — Федора Ревая та Степана Росоху. Рішенням Сойму підтверджувалося, що Карпатська Україна є незалежною державою — республікою з президентом на чолі, обраним соймом.
Державною мовою Карпатської України проголошувалася українська. Державним прапором затверджувався національний синьо-жовтий прапор, а державним гербом — сполучення краєвого герба (ведмідь у лівім червонім колі й чотири сині та три жовті смуги в правому півколі) з національним (тризуб св. Володимира Великого з хрестом на середньому зубі). Державним гімном Карпатської України став національний гімн «Ще не вмерла Україна». Сойм уповноважив уряд, за згодою президента Карпатської України, видавати до свого викликання розпорядження, що матимуть силу закону.
У той же день угорські війська зайняли місто. У місті 1938-39 існував осередок Апостольського адміністратора Мукачівської єпархії, виходив щоденник «Нова Свобода» та діяв театр «Нова Сцена». На замковій горі поховані полеглі карпатські січовики.
За період окупації Карпатської України угорськими військами з Хуста в табори і на примусові роботи було вивезено понад 8 тисяч осіб, в тому числі вся єврейська громада. Разом з тим, в Хусті з самого початку окупації розгорнувся антинацистський рух опору, одним з представників якого був уродженець села Ізи поет-антифашист Дмитро Вакаров, страчений угорською адміністрацією за свою діяльність. У серпні 1943 на горі Манчул (північ сучасного Хустського району) висадилася радянська парашутно-десантна група під командуванням угорського антифашиста Ференца Патакі. Місто було звільнено 17-м стрілецьким корпусом 4-го Українського Фронту 24 жовтня 1944 року.
Після війни в Хусті були побудовані нові підприємства, що забезпечили роботою масу місцевих жителів: фетро-фільцева, меблева, взуттєва фабрики, керамічний, цегельний і плодо-консервний заводи. У радянський період були відкриті училища медичних сестер, фахівців лісового господарства, бібліотечних працівників, школа-інтернат та інші навчальні заклади. Нині на околиці міста існує страусина ферма.

### XXI століття

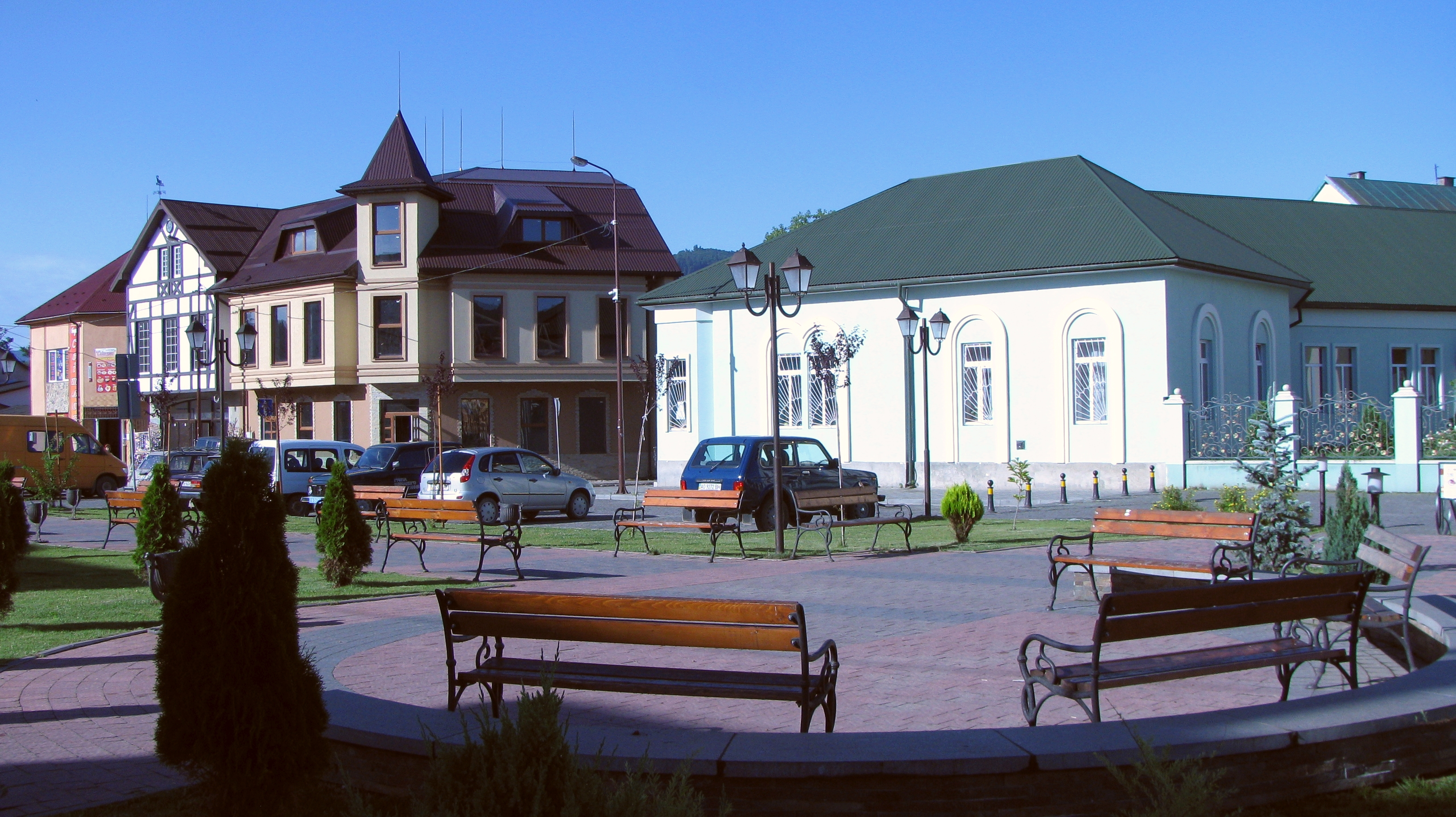
Середмістя Хуста, 2016 рік

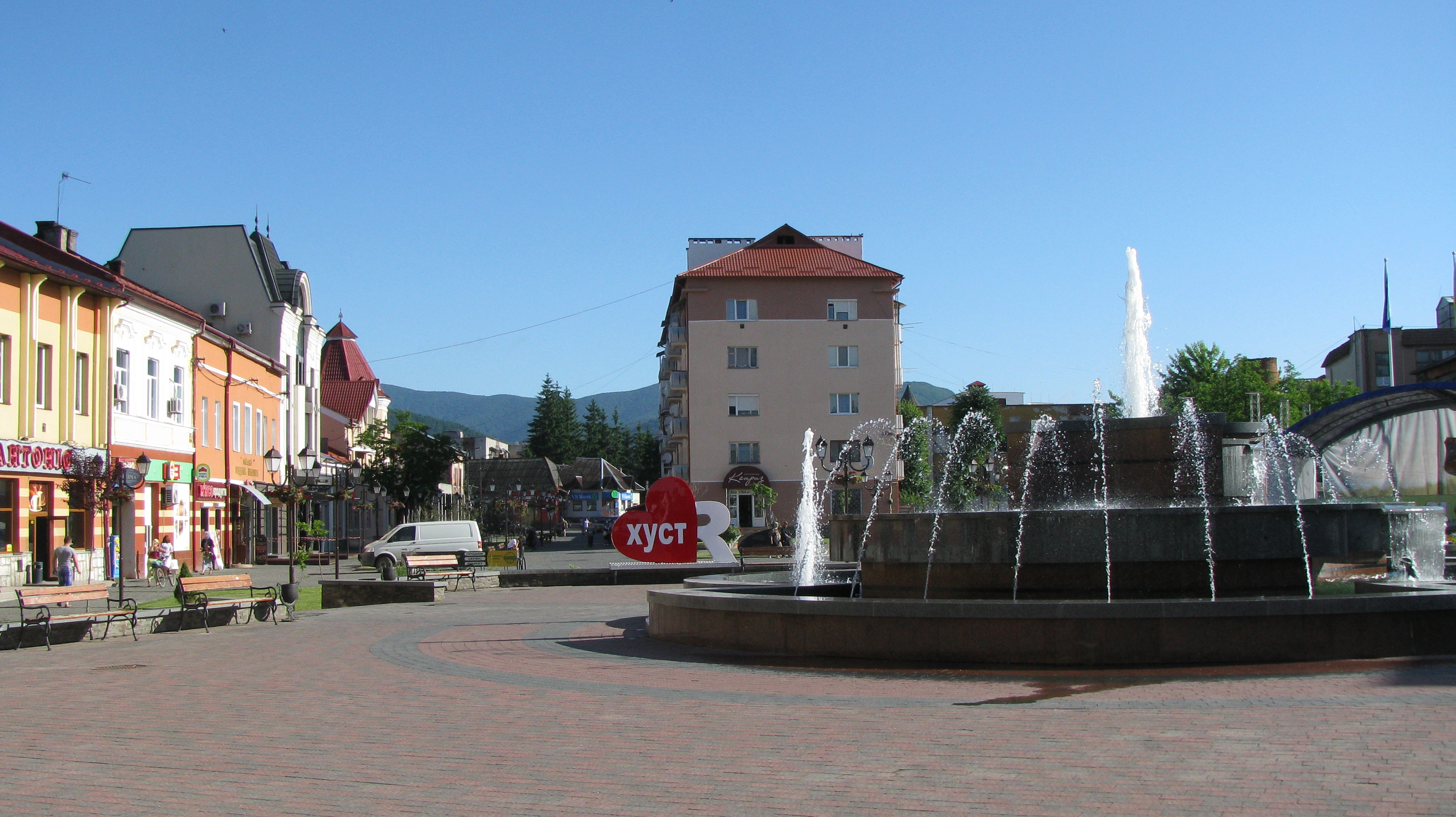
Фонтан у середмісті

У межах кампанії з дерусифікації українських міст, що розпочалася після відкритого вторгнення Росії, враховуючи правовий режим воєнного стану, у Хусті та міській громаді було перейменовано низку вулиць та площ. Так, в місті Хуст вулицю Льва Толстого перейменували на вулицю Бориса Джонсона. Відповідне рішення 22 липня 2022 року ухвалила Хустська міська рада.

## Населення
Динаміка зміни кількості населення міста Хуст:

### Національний склад
Національний склад населення за даними перепису 2001 року:
| Національність  | Відсоток |
| --------------- | -------- |
| українці        | 89.27%   |
| угорці          | 5.42%    |
| росіяни         | 3.66%    |
| роми            | 0.38%    |
| німці           | 0.26%    |
| білоруси        | 0.16%    |
| словаки         | 0.14%    |
| євреї           | 0.14%    |
| інші/не вказали | 0.57%    |
| Усього          | 100%     |

### Мовний склад
Рідна мова населення за даними перепису 2001 року:
| Мова            | Кількість | Відсоток |
| --------------- | --------- | -------- |
| українська      | 25765     | 90.22%   |
| угорська        | 1356      | 4.75%    |
| російська       | 1167      | 4.08%    |
| ромська         | 113       | 0.40%    |
| білоруська      | 19        | 0.07%    |
| німецька        | 18        | 0.06%    |
| словацька       | 18        | 0.06%    |
| болгарська      | 3         | 0.01%    |
| інші/не вказали | 100       | 0.35%    |
| Усього          | 28559     | 100%     |

## Присілки
Коцег. Коцег — колишнє село в Україні, в Закарпатській області. Об'єднане з містом Хуст.

## Освіта і наука
В місті функціонує 10 шкіл. Найбільшим закладом культури в місті є Школа мистецтв. 1 липня 1988 року на базі Хустської дитячої школи мистецтв та восьмирічної загальноосвітньої школи шляхом їх злиття було створено експериментальну (одна з трьох експериментальних шкіл в Україні: Київ, Харків, Хуст) Школу-комплекс естетичного виховання, в якій навчалося 656 учнів діючої школи мистецтв і 280 учнів загальноосвітньої школи.
У 1998 році Школу-комплекс естетичного виховання було реорганізовано шляхом розділення на ЗОШ І-III ступенів з естетичним вихованням та Хустську дитячу школу мистецтв. У 2007 році ЗОШ І-III ступенів з естетичним вихованням перейменовано на Хустську спеціалізовану школу І-ІІІ ступенів № 6 з естетичним вихованням, а Хустську дитячу школу мистецтв перейменовано на Школу мистецтв міста Хуст.
| №  | Школа                                                      | Тип                                       | Ступінь | Іноземна мова                    | Розташування                  |
| -- | ---------------------------------------------------------- | ----------------------------------------- | ------- | -------------------------------- | ----------------------------- |
| 1  | Хустська спеціалізована школа № 1 імені Авґустина Волошина | спеціалізована школа                      | І-ІІІ   | англійська, французька           | вул. Карпатської України, 16  |
| 2  | Хустський навчально-виховний комплекс № 1                  | навчально-виховний комплекс               | І-ІІІ   | англійська, німецька             | вул. Садова, 6                |
| 3  | Хустська загальноосвітня школа № 2                         | загальноосвітня школа                     | І-ІІІ   | англійська                       | вул. Свободи, 10              |
| 4  | Хустська спеціалізована школа № 3                          | спеціалізована школа                      | І-ІІІ   | англійська, французька           | вул. Степана Бандери, 1а      |
| 5  | Хустська загальноосвітня школа № 4                         | загальноосвітня школа                     | І-ІІІ   | англійська, німецька, французька | вул. Керамічна, 17            |
| 6  | Хустська загальноосвітня школа № 5                         | загальноосвітня школа                     | І-ІІІ   | англійська, французька           | ул. Львівська, 70             |
| 7  | Хустська спеціалізована школа № 6                          | спеціалізована школа                      | І-ІІІ   | англійська                       | вул. Карпатської Січі, 47     |
| 8  | Навчально-реабілітаційний центр Хустської РДА              | спеціальна загальноосвітня школа-інтернат |         | англійська                       | вул. Карпатської України, 20  |
| 9  | Хустська гімназія-інтернат                                 | гімназія-інтернат                         |         | англійська, німецька, французька | вул. Корятовича, 2            |
| 10 | Хустська загальноосвітня школа                             | загальноосвітня школа                     | І-ІІ    | англійська, угорська             | вул. Слов'янська, 4           |
| 11 | Хустська спеціальна школа-інтернат                         | спеціальна загальноосвітня школа-інтернат | I-III   | англійська                       | вул. Карпатської Січі, 48     |
| 12 | Кіреська загальноосвітня школа                             | початкова школа                           | І       |                                  | с. Кіреші, вул. І. Чендея, 49 |

## Інфраструктура
Населенню та місцевим підприємцям спектр банківських послуг надають наступні банки: КомІнвестБанк, Ощадбанк, ПриватБанк, Таскомбанк, Укргазбанк, Укрсиббанк, Сенс Банк.

## Архітектура та пам'ятки
Див. також статтю Пам'ятки Хуста
- Хустський замок (12, 14, 16 ст.), руїни
- Хустська Реформатська церква (колишній Єлизаветинський костел 13 ст., готика, оборонного типу)
- Благовіщенська церква
- Католицький храм Святої Анни (18 ст., бароко)
- Синагога (Хуст) (18 ст.)
- Міні-скульптура солекопа в рамках туристичного маршруту «Соляний шлях Закарпаття». Розташована у центральному парку, поблизу річки Хустець.

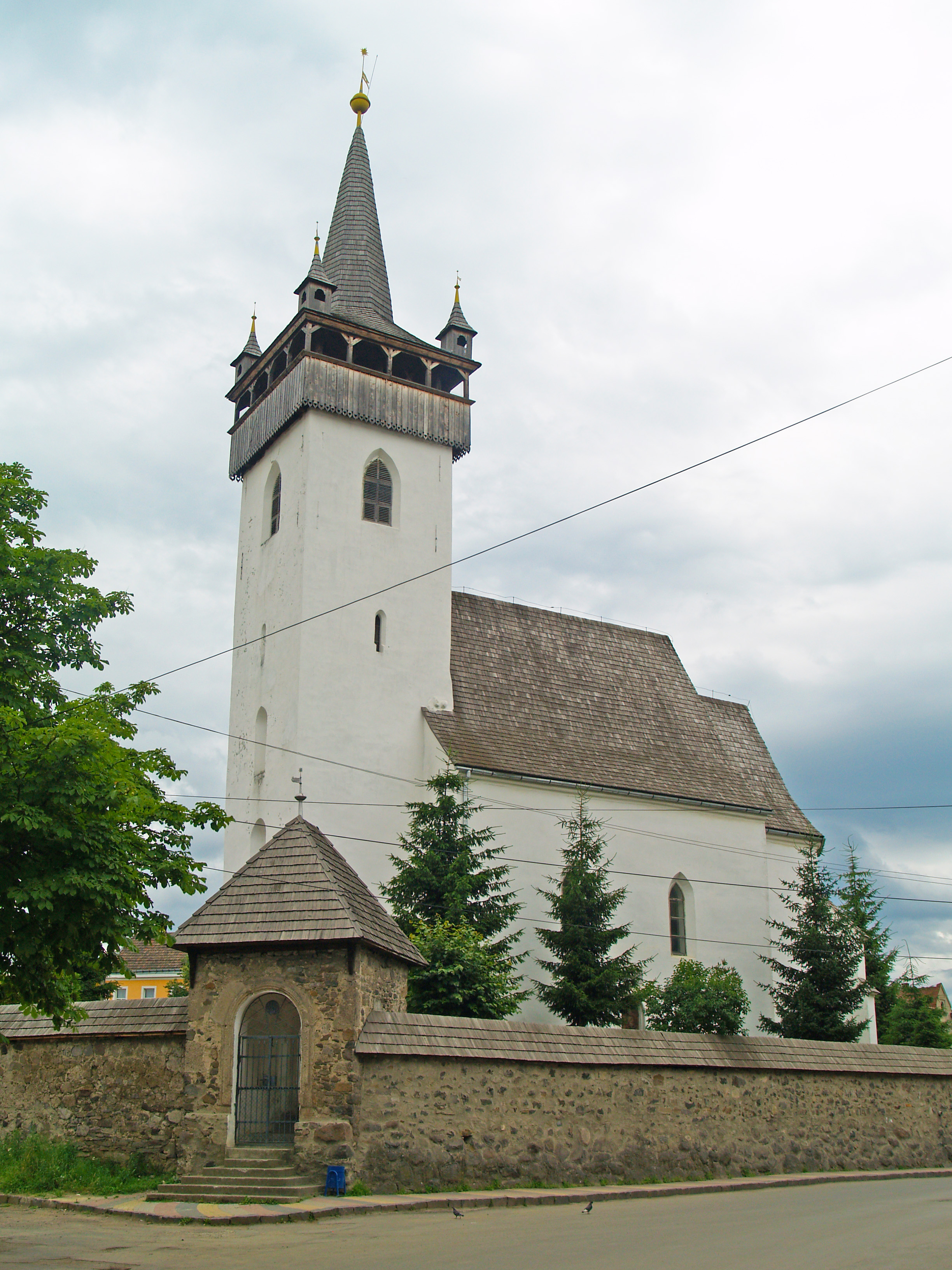
Реформатська церква
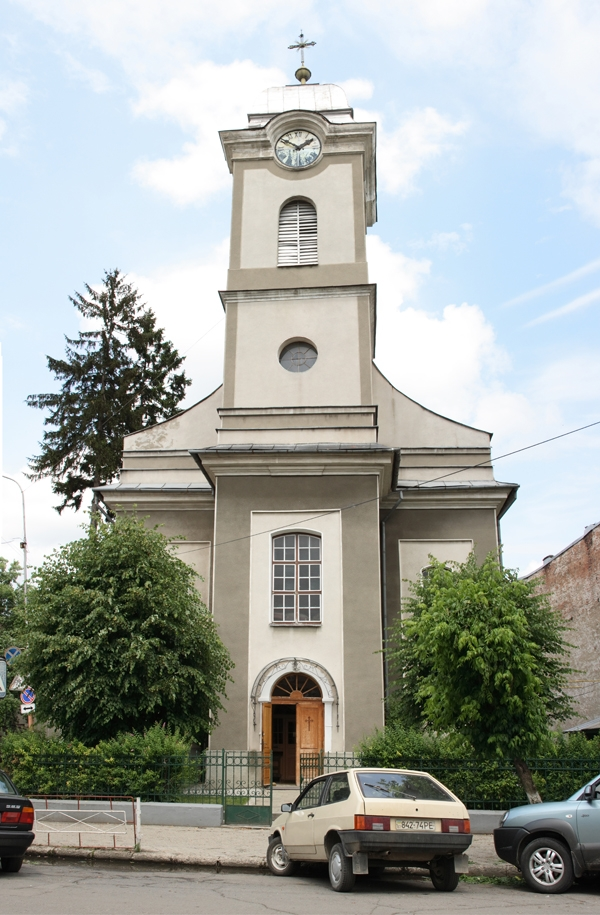
Католицький костел
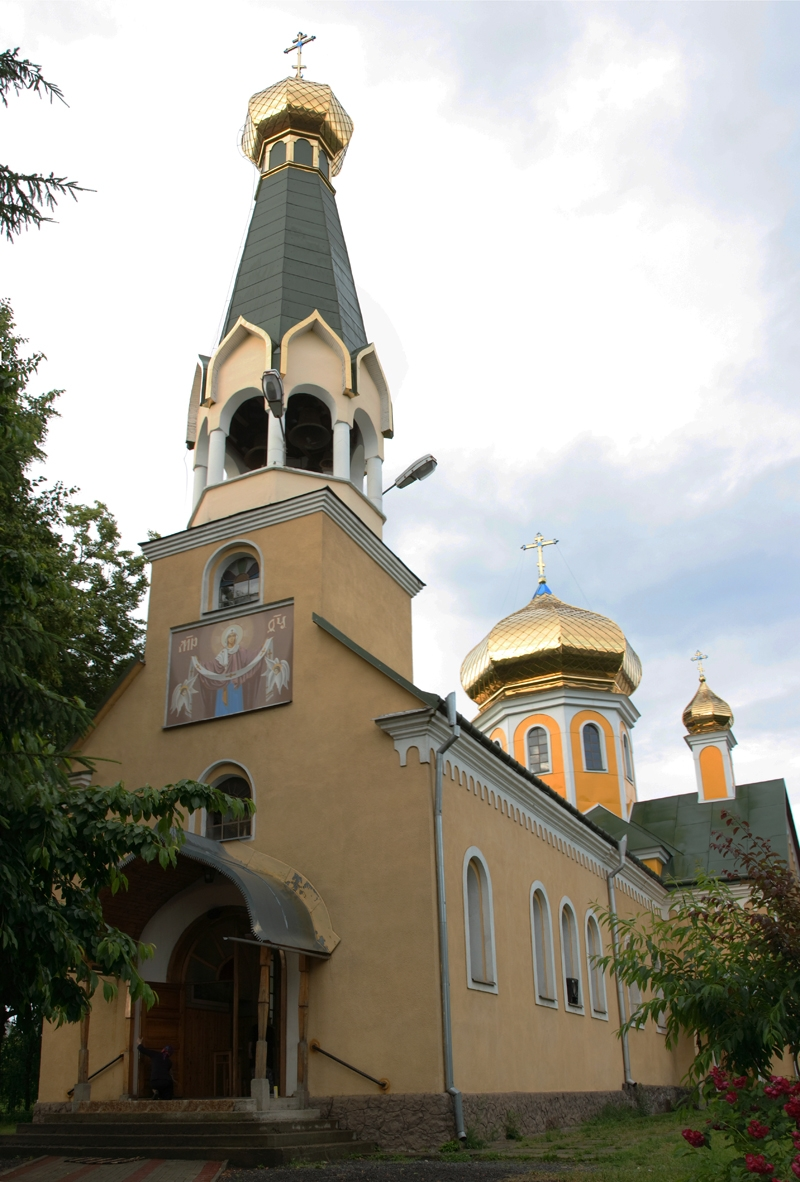
Благовіщенська церква УПЦ МП
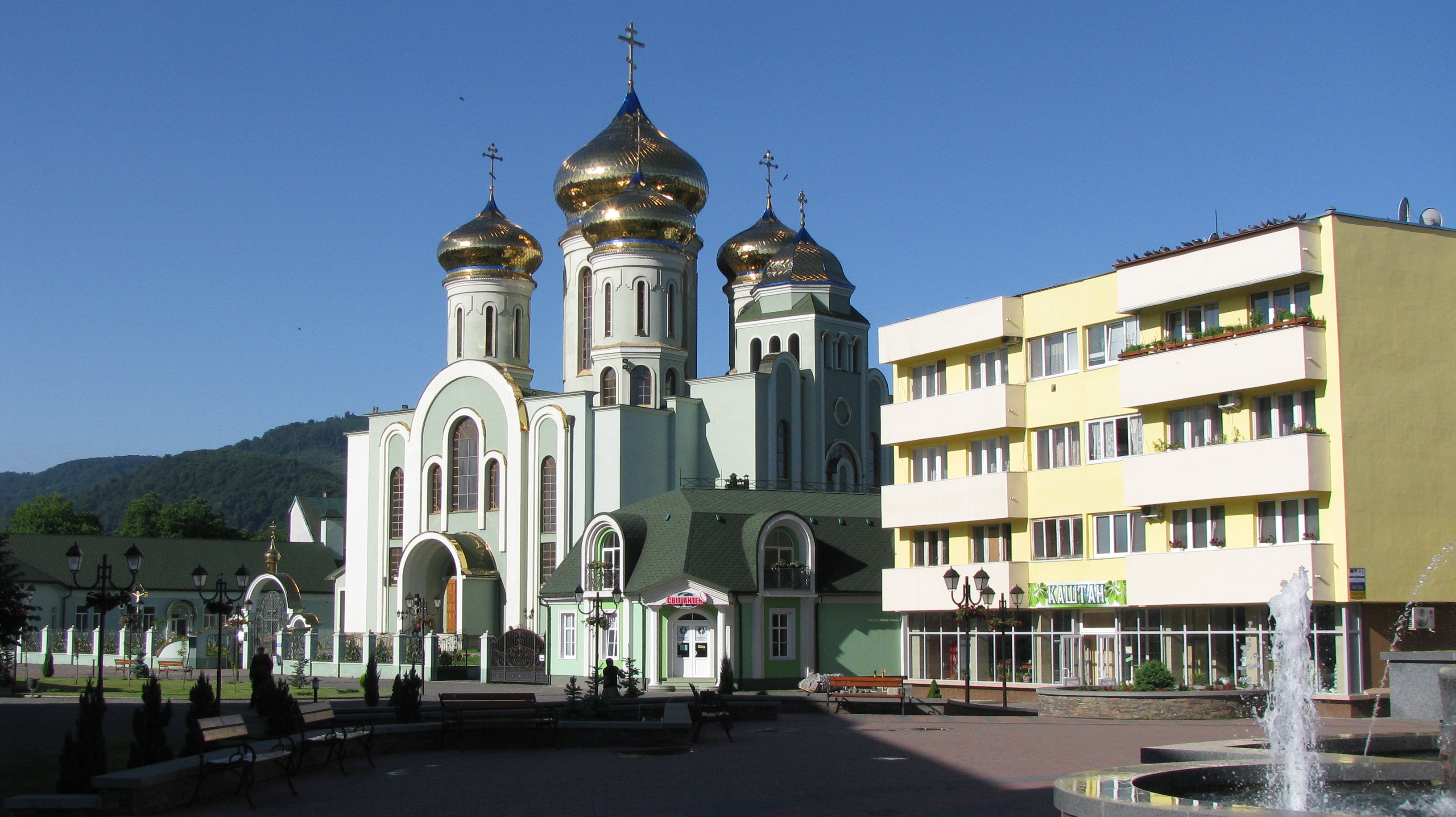
Церква УПЦ МП
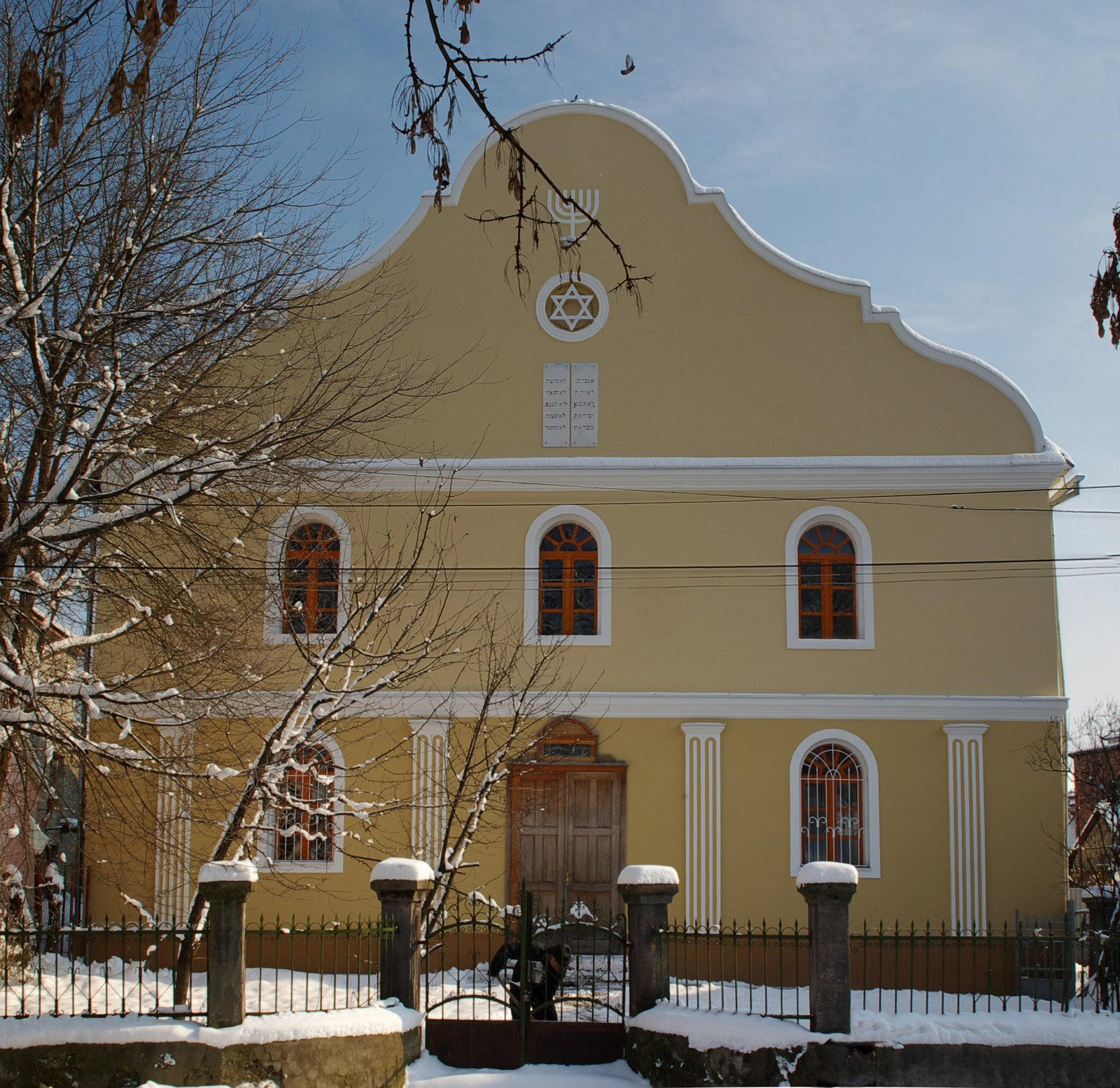
Хустська синагога
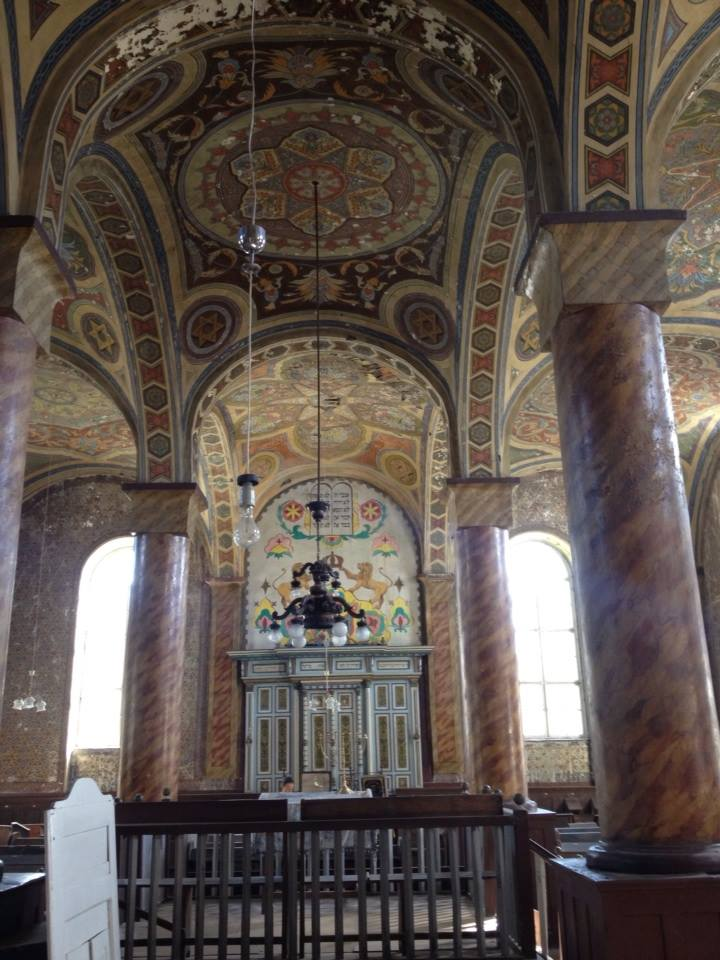
Інтер'єр синагоги
Хустський краєзнавчий музей
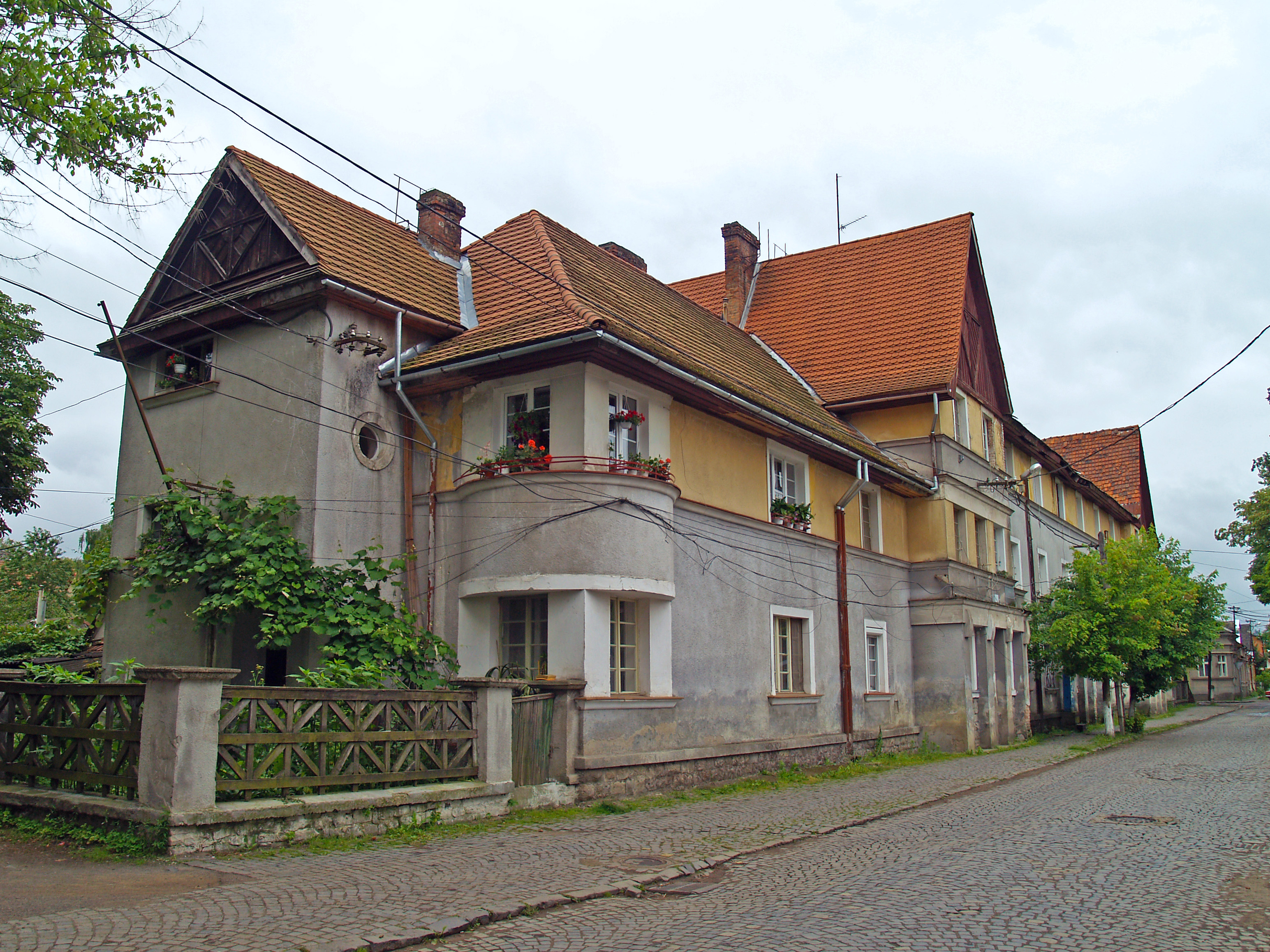
Комплекс 2-поверхової забудови
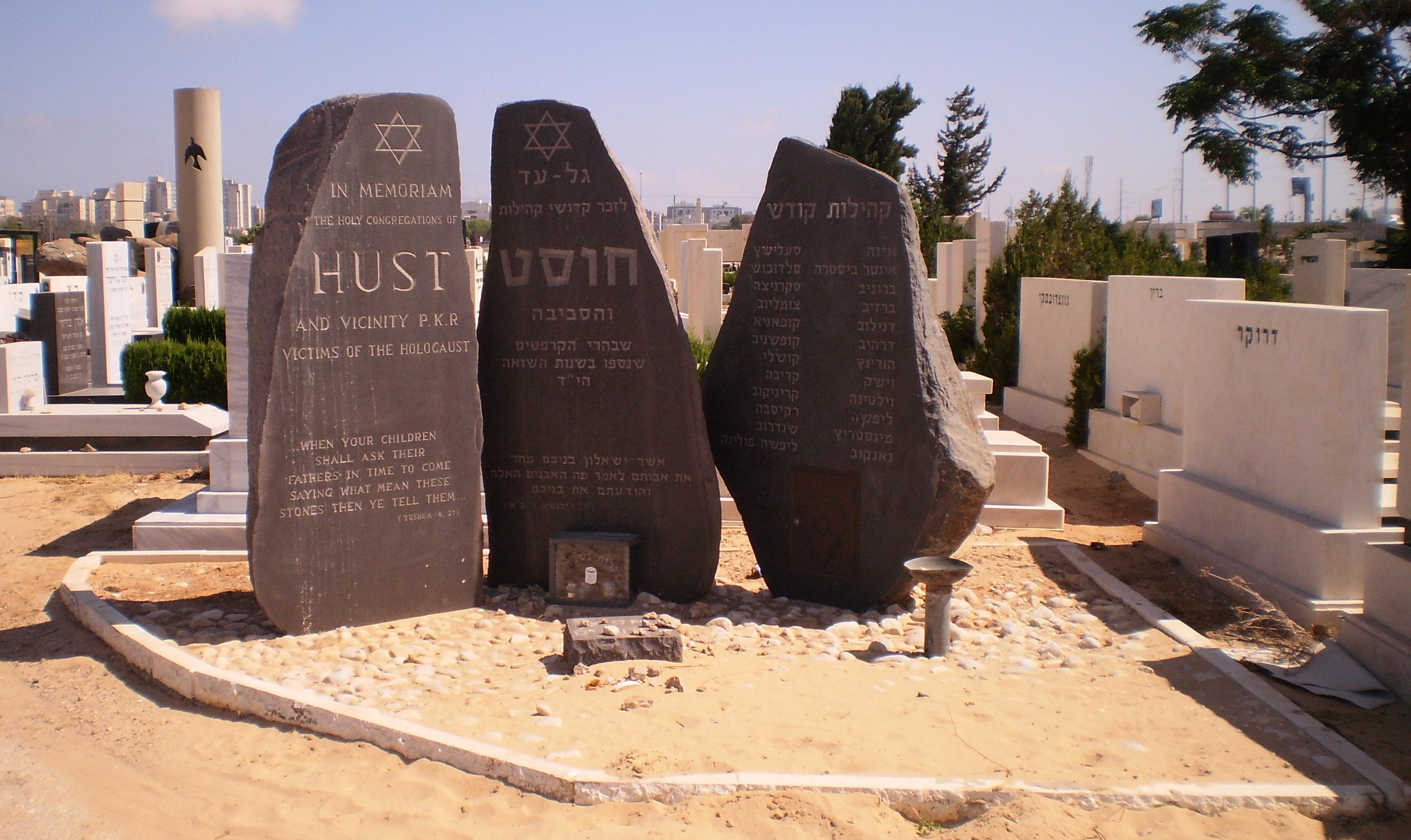
Меморіал, присвячений містянам-жертвам Голокосту (Холон, Ізраїль)

## У культурі
Місто згадується у відомій українській народній пісні «Як ішов я з Дебречина додому…».

## Міжнародна співпраця
На цей час Хуст має 10 міст-побратимів, спільно з якими реалізує ґрантові проєкти:
| - Сигіт, Румунія - Лісько, Польща - Грубешів, Польща - Холм, Польща - Ждяр-над-Сазавою, Чехія | - Ньїрбатор, Угорщина - Комаром, Угорщина - Сірмобешенє, Угорщина - Снина, Словаччина - Липани, Словаччина |

На знак дружби в 2018 р. було встановлено скульптурну композицію з дороговказами, де зазначена відстань від Хуста до кожного з цих міст.

## Відомі містяни

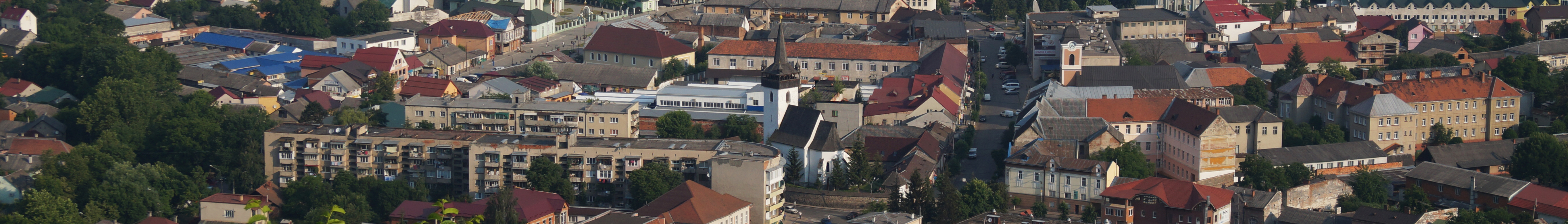
Панорама середмістя Хуста

У Хусті народилися, проживали:
Історичні особи:
- рабин Моше Грінвальд (Грюнвальд) (1853—1910), був одним із найвідоміших рабинів Угорщини наприкінці XIX століття. Він був рабином Хуста і родоначальником династії Пупа Хасидів (Pupa Hasidic dynasty). Він також був автором книги «Аругас Хабосем», книги відповідей, що охоплює широкий спектр галахічних питань.
- Іштван Гаті (Хуст, 10 червня 1780 — Тата, 24 вересня 1859), землевпорядник, винахідник геодезичного кутового дзеркала
- граф Йосип Телекі (Хуст, 21 грудня 1738 — Ширак, 1 вересня 1796) — охоронець Святої корони, артколекціонер, письменник.
- Єне Бенда Маркцінфалваї (Хуст, 18 лютого 1882 — Дахау, 24 листопада 1944) — письменник і журналіст.
- Ерне Сейп (Schön Ezékiel) (Хуст, 30 червня 1884 — Будапешт, 2 жовтня 1953) угорський поет, прозаїк, журналіст, автор сцени, оповідач.
- Аркас Микола Миколайович (1880—1938) — командир полку Дієвої армії Української Народної Республіки.
- Блистів Олександр (1916—1939) — керівник ОУН у Хусті, поручик Карпатської Січі, командант сотні Хустського коша.
- Горжець Яромір (1921—2009) — чеський поет, дисидент, публіцист.
- Маркуш Олександр Іванович (1891—1971) — український письменник, перекладач, журналіст, педагог.
- Москалик Антонін (1930—2006) — чеський режисер.
- Шкробинець Юрій Васильович (1928—2001) — перекладач, літературознавець, письменник, редактор, педагог.

Сучасники:
- Герег Іван Дмитрович (1944) — радянський футболіст, відомий виступами за «Карпати» (Львів).
- Гудак Петро Степанович (1961) — український нейрохірург, науковець, скрипаль.
- Дочинець Мирослав Іванович (1959) — письменник.
- Кравець Євген Володимирович (1988—2014) — солдат Збройних сил України, учасник російсько-української війни.
- Коробкін Сергій Олександрович — учасник російсько-української війни. Загинув у 2023-му р. захищаючи Україну[19].
- Макаревська Світлана Борисівна (1947) — українська поетеса.
- Орлова Тетяна Миколаївна (1963) — заслужена артистка України, органістка.
- Печунка Михайло Сергійович — сержант ЗСУ, загинув у боях за Станицю Луганську.
- Пилипчак Марія Іванівна (1955) — композиторка, етнографка.
- Тома Юрій Юрійович (1996) — український та угорський футболіст.
- Штепан Рак (1945) — чеський класичний гітарист і композитор українського походження.